# Dongense Vaart
Dongense Vaart, ook wel Vaart geheten, is een kern en kerkdorp dat is gelegen langs de Vaart en de Vaartweg. Het is een lintdorp. Dongense Vaart gaat naar het noorden toe over in de kern 's Gravenmoerse Vaart. Beide kernen zijn verschillend daar ze oorspronkelijk in verschillende gemeenten lagen. Dongense Vaart lag in Dongen en was overwegend katholiek, terwijl 's Gravenmoerse Vaart in de voormalige gemeente 's Gravenmoer is gelegen, die lange tijd een Hollandse enclave vormde en overwegend protestants was.

## Kerk
In Dongen Vaart bevindt zich de Sint-Hubertuskerk uit 1865. Architect van deze neogotische kerk was P.J. Soffers. In 1929 werd een ingrijpende verbouwing van het interieur gerealiseerd, waarbij de driebeukige kerk in een eenbeukige werd getransformeerd en het neogotische pleisterwerk vervangen door schoon metselwerk. Dit geschiedde onder leiding van het architectenbureau Oomen. De kerk had géén voorganger. De communiebanken en biechtstoelen zijn neogotisch. De toren heeft drie geledingen en een zeskantige spits. De naastgelegen pastorie stamt uit 1890 en is gebouwd in eclectische stijl. Op de nabijgelegen begraafplaats bevindt zich een neogotisch grafmonument voor de stichters van de kerk. Kerk, pastorie en grafmonument vormen een ensemble van rijksmonumenten.

## Nabijgelegen kernen
's-Gravenmoerse Vaart, Kaatsheuvel, De Moer, Dongen